# 阿托尼什 (密西西比州)
阿托尼什（英語：Artonish）是位於美國密西西比州威爾金森縣的鬼鎮。

## 歷史
阿托尼什的郵局於1890年設立，其後於1936年停運。

## 地理
阿托尼什所處的海拔為高於海平面16米（即52英呎），而該地所採用的時區為UTC-6，即北美中部時區（CST）。同時該地設有夏令時間，為UTC-6調快一小時，即UTC-5（CDT）。